# Stegeholms kanal
Stegeholms kanal, vanligen kallad Slottsholmens kanal, namnet Strömsholms kanal har även förekommit, är en kanal i Västervik mellan fastlandet och Slottsholmen. Kanalen förbinder Gamlebyviken med Lusärnafjärden i Östersjön.
Västervik låg ursprungligen inne i Gamlebyviken vid Gamleby, men redan i början av 1300-talet hade viken av landhöjningen börjat grundas upp och växa igen, och på 1400-talet gjorde det att staden flyttades till sitt nuvarande läge. Efter förslag av Emanuel De Geer anslogs efter beslut vid 1845 års riksdag 7.333 1/2 riksdaler. För att rensa Gammelbyfjärden och skapa en kanal för att förbättra möjligheterna till passage in i viken. Kanalen, som stod färdig 1847 hade då ett djup på 4,5 meter men har sedan i omgångar fördjupats till 6 meter och till 9,2 meter. För skötseln av kanalen bildades ett aktiebolag, som dock 1951 trädde i likvidation varpå skötseln övertogs av Västerviks stad.
För passage över kanalen till Slottsholmen fanns tidigare en rullbro i trä som drogs in då båtar skulle passera. Den ersattes 1903 av en svängbro i järn.
Bredvid kanalen går "Lilla strömmen", Gamlebyvikens gamla avlopp, genom vilken mindre båtar kan passera. Här fanns fram till omkring 1950 en svängbro, men den är numera ersatt av en fast bro.